# Триумфът на Галатея
Триумфът на Галатея (на италиански: Trionfo di Galatea) е фреска, създадена през 1512 г. от италианския художник Рафаело във Вила Фарнезина в Рим. Вилата е построена за сиенския банкер Агостино Киджи, който е и един най-богатите хора през тази епоха.
В древногръцката митология красивата нереида Галатея се влюбва в пастира Акид. Циклопът Полифем, който е влюбен в Галатея, ги вижда, когато са заедно в една пещера край морето. Галагеь се хвърля в морето за да се спаси. Вбесен, Полифен откъртва една скала и я хвърля върху Акид и го убива с нея. Кръвта на Акид се превръща в прозрачна река, а той в речен бог.
Рафаело не рисува сцени от тази легенда, а сцена от творбата на Анджело Полициано „Станси на турнир“ ("Stanze per la giostra"). Галатея е на своята мида-колесница, теглена от два делфина. Бягайки от своя преследвач, тя поглежда през рамо. Около нея има различни морски създания. От лявата страна е Тритон (който е наполовина мъж, наполовина риба), отвлича морска нимфа, а зад него се вижда друг Титон да свири на черупка от морски охлюв.
Съществувало е мнение, че модел на Галатея е била куртизанката Империя (Империя Конати), любовница на Агостино Киджи и близка на Рафаело. Но според Джорджо Вазари, Рафаело е искал да представи идеалната красота. Когато Вазари го пита къде е намерил такъв модел, той отговаря, че част от нещата са в неговото съзнание.